# براتن
براتن (به اسپانیایی: Beratón) یک دهستان در اسپانیا است که در سریا واقع شده‌است.

## خصوصیات
براتن ۴۱ کیلومترمربع مساحت و ۴۰ نفر جمعیت دارد.